# Karl Buchholz (Maler)

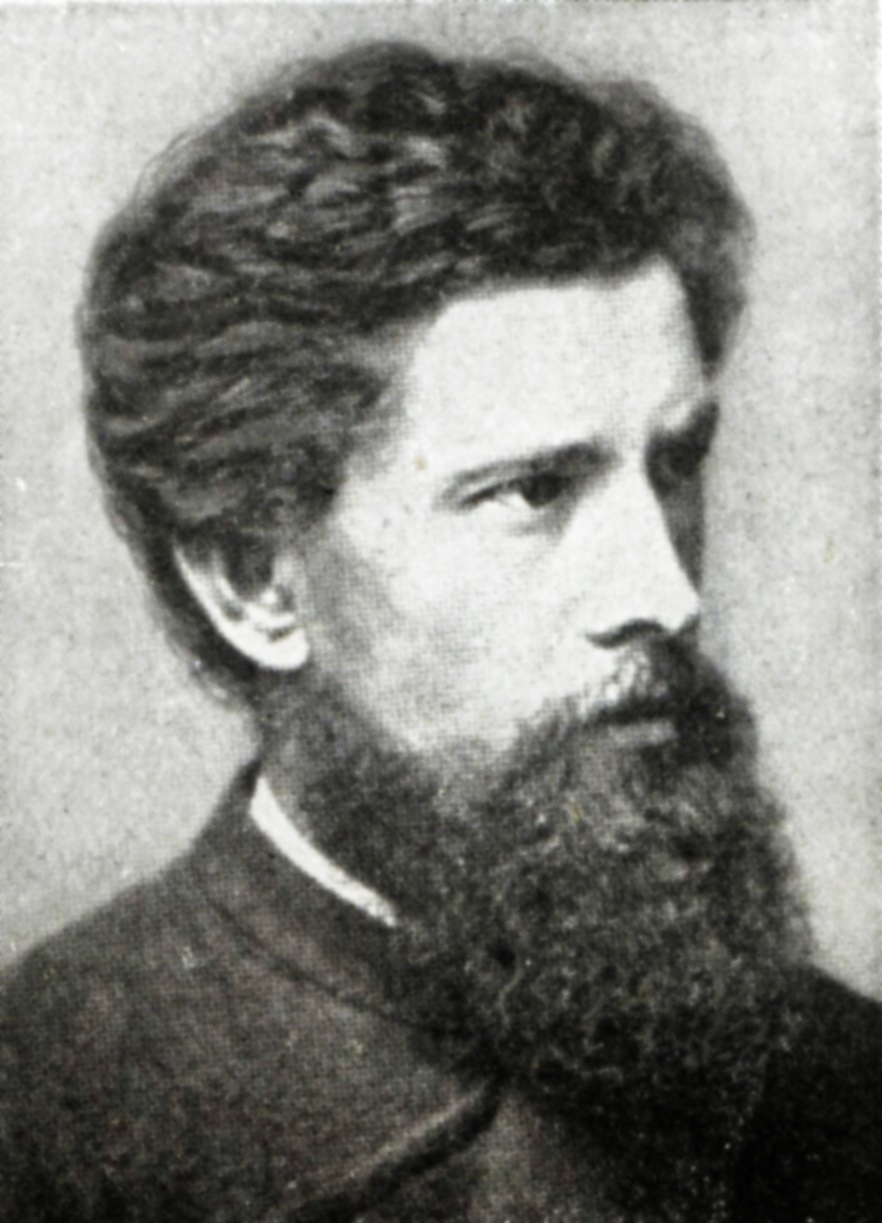
Karl Buchholz

Karl Bernhard Buchholz (* 23. Februar 1849 in Schlossvippach, Landkreis Sömmerda; † 29. Mai 1889 in Oberweimar) war ein deutscher Landschaftsmaler, ausgebildet in der „Weimarer Malschule“. Seine in etwa 20 Jahren geschaffenen Landschaften, in Form von Gemälden, Ölstudien, Aquarellen, Zeichnungen und Radierungen, waren nicht sehr umfangreich. Sie sind heute weit verstreut.

## Leben und Wirken
Buchholz trat 1867 in die 1860 gegründete Großherzoglich-Sächsische Kunstschule Weimar ein. Er war dort ein Schüler des Landschaftsmalers Max Schmidt. Ab 1871 lernte er als Meisterschüler bei dem von der Staatlichen Kunstakademie Düsseldorf nach Weimar berufenen Maler und Kunstlehrer Theodor Hagen. In der Zeit seiner Lehre wurde an dieser Kunstschule eine fortschrittliche Art der Freiluft- und Tonmalerei unterrichtet. Sie fußte auf den Lehren der Malschule von Barbizon. Bereits im ersten Jahr richtete Buchholz sich ein eigenes Atelier ein. Er schuf zarte Bilder, wobei er auf spektakuläre Motive verzichtet. Eher scheinbar nebensächliche und oft karge Landschaftsausschnitte wurden von ihm in den Mittelpunkt gerückt. Stimmungsvolle Wechsel der Tageszeiten hielt er in seinen Bildern fest. Seine Werke entstanden überwiegend in der Gegend um Weimar.
Eine enge Künstlerfreundschaft verband Buchholz mit dem Landschaftsmaler Franz Hoffmann-Fallersleben, der sich nach dem frühen Tod des Freundes dafür einsetzte, dass dessen Werk nicht ganz in Vergessenheit geriet. Lovis Corinth bezeichnete ihn als „das Genie der Weimarer Malschule“.Quellenbeleg fehlt! Ein großer Bewunderer seiner Bilder war auch Hans Rosenhagen. Buchholz, der unter schweren Depressionen litt, nahm sich mit 40 Jahren das Leben.
Im Weimarer Stadtteil Oberweimar, wo er auch wohnte, gibt es die Buchholzgasse. Der Namensgeber dieses Straßenzuges wohnte im Haus Nr. 7.
Seine Grabstelle befindet sich auf dem Historischen Friedhof Weimar.

## Werke (Auswahl)

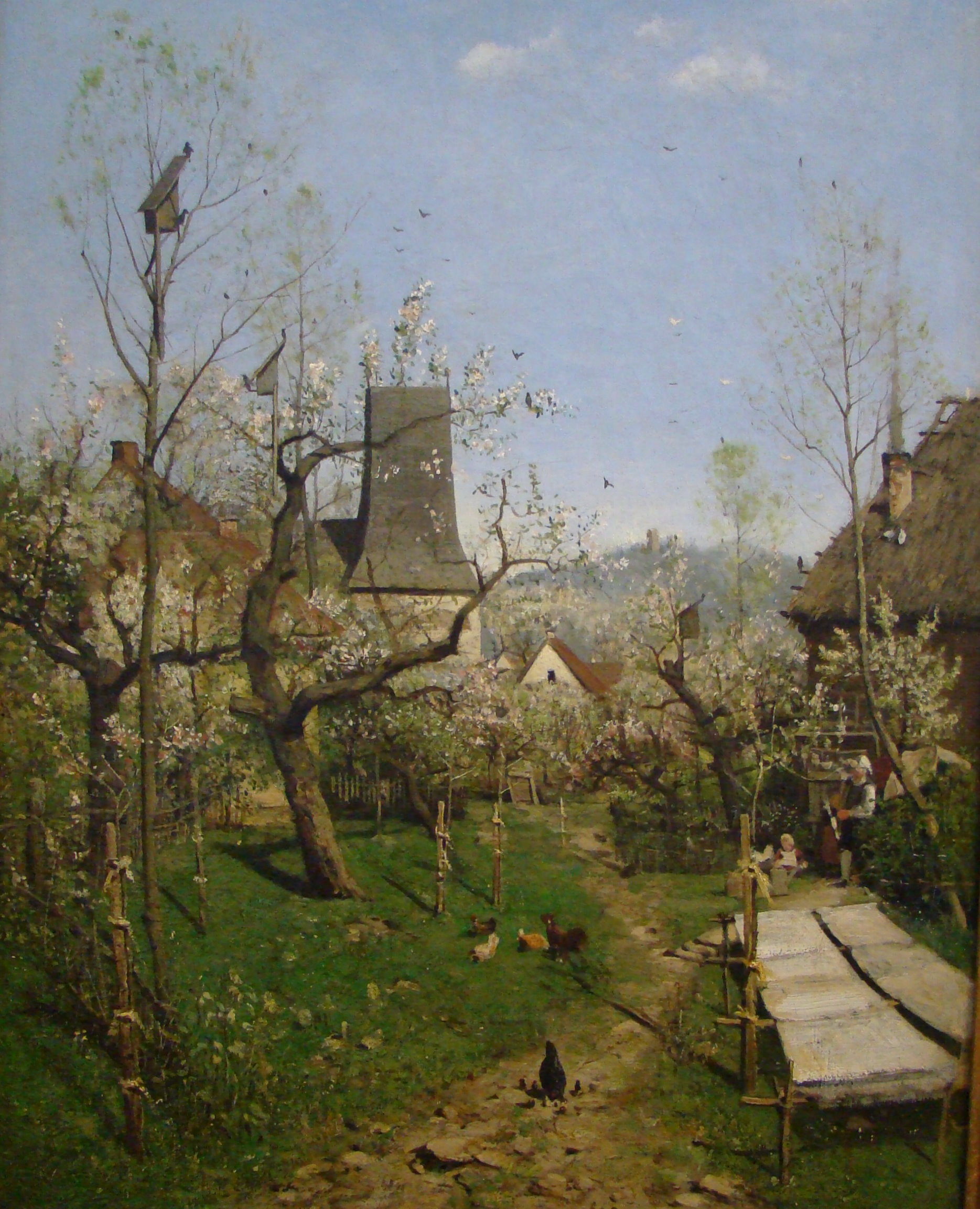
Frühling in Oberweimar (1868), Alte Nationalgalerie, (Berlin)

- Der wilde Graben bei Abendstimmung, Öl auf Holz, 43,5 cm × 33,0 cm Öl auf Holz (1879)
- Herbstliche Park-/Waldlandschaft, Öl auf Karton, 27 × 18,5 cm.
- Waldesinneres, Öl auf Holz, 33 × 53,7 cm (um 1880)
- Schillerbank im Park von Weimar, 1884

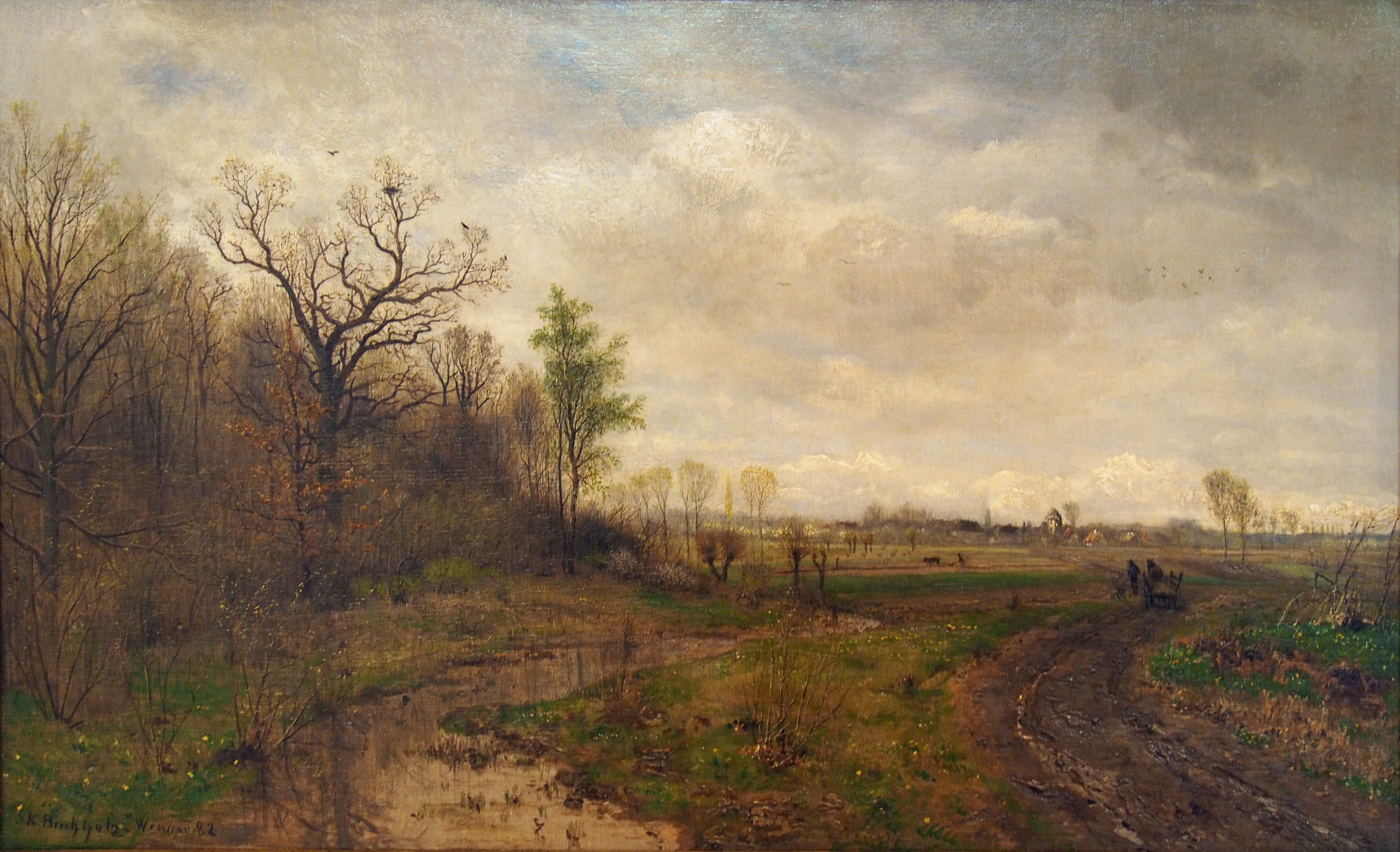
Landschaft mit Pferdefuhrwerk und Bach (Museum im Weimarer Stadtschloss)